# García Ramírez Navarski
García Ramírez ili Gartzea Ramirez, ponekad García IV., V., VI. ili VII. (? - Lorca, 21. studenog 1150.), također poznat i kao Obnovitelj (baskijski: Berrezarlea, španjolski: el Restaurador), bio je baskijski feudalni velmoža, odnosno gospodar Monzóna i Logroñoa, od 1134. do smrti i kralj Navare. Nadimak "obnovitelj" je stekao nakon što ga je plemićka skupština u Navari izabrala kraljem nakon smrti aragonskog i navarskog kralja Alfonsa Bojovnika istovremeno kada je u Aragonu za kralja izabran Ramiro II., a čime je nakon 58 godina razvrgnuta personalna unija Aragona i Navare koja je stekla nezavisnost.
Rodio se početkom 12. stoljeća. Njegov otac Ramira Sáncheza od Monzóna bio je sin Sancha Garcésa od Uncastille, koji je pak bio nezakoniti sin navarskog kralja Garcíje Sáncheza III. i polubrat kralja Sanča IV. Njegova majka Cristina bila je kći Rodriga Díaza de Vivara, zvanog El Cid. Nedugo nakon što je izabran za kralja, sklopio je sporazum s Ramirom, ali je već u svibnju 1135. priznao kastiljskog kralja Alfonsa VII. za nadređenog, i od njega primio zaštitu. Naslijedio ga je sin Sancho VI. Za vrijeme vladavine je sagradio cistercitski samostan Santa María de la Oliva.

## Dolazak na vlast
Godine 1076., kao posljedica ubojstva kralja Sanča IV. kojeg su počinili njegova braća i sestre, Navara se ujedinila s Aragonom. Međutim, smrću bez djece ratničkog kralja Alfonsa borca godine 1134. nasljedstvo je došlo u sporu. U svojoj neobičnoj oporuci, Alfons je napustio kombinirano kraljevstvo trima križarskima redovima, što je uspješno neutraliziralo papinstvo u ostvarivanju uloge pri odabiru među potencijalnim kandidatima. Plemstvo je odmah odbacilo oporuku, pogodujući onoj iz Aragona koja je išla u korist Alfonsovog mlađeg brata Ramira, redovnika. Plemstvo Navare, skeptično ima li Ramiro potreban temperament oduprijeti se upadima njihovog zapadnog susjeda, drugog potraživača na prijestolje, kralja Alfonso VII. od Leóna i Kastilje, a možda i trenja ispod nastavka aragonske hegemonije, u početku je bilo sklonije drugom kandidata, Pedru de Atarésu, unuku Alfonsovog nezakonitog ujaka, Sancha Ramíreza,  grofa od Ribagorze. Saziv biskupa i plemstva bio je okupljen u Pamploni kako bi odlučio između Pedra i Ramira, ali h je odbila Pedrova bahatost da su ga napustili u korist potomka vlastite dinastije, Garcíje Ramíreza, kneza Monzóna,  jer je Pedro potjecao od nezakonitog brata bivšeg kralja. Njega je uredno izabralo plemstvo i svećenstvo Navare, a Ramiro je bio ustoličen za kralja Aragona i snažno se protivio Garcijinom izboru u Navari.
U svjetlu toga, biskup Pamplone je odobrio Garciji da blagom njegove crkve financira svoju vladu protiv Ramirovih pretenzija. Od Garcijin ostalih ranih podupirača su bili   Lop Ennechones, Martinus de Leit i grof Latro, koji je   vodio pregovore u kraljevoj ime s Ramirom. Na kraju, međutim, u siječnju 1135 s Paktom o Vadoluongo dva vladari su postigla međusobni sporazum o "usvajanju": García je smatran  "sinom" a Ramiro "ocem" u pokušaju   zadržvanja i neovisnosti svakog kraljevstva i de facto aragonske nadmoći. U svibnju 1135., García sebe proglasio vazalom AlfonsaVII. Time se istodobno stavio pod zaštitu kneževine Kastilije i kupio priznavanje svojeg kraljevskog status od Alfonsa, koji je potraživao pravo na prijestolje. Garcijino podređivanje Kastilij je promatrano kao čin zaštite Navare koji je imao posljedicu uključivanje u agresivan savez protiv Aragona i, sad kad se García okrenuo Alfonsu, prisililo je Ramira oženiti se i dobiti nasljednika te stvoriti savez s Raymondom Berengarom IV. od Barcelone. S druge strane, García je možda reagirao na Ramirov brak, što je pokazalo izvan sumnje da je kralj Aragona tražio još jednog nasljednika osim svog rođaka i usvojenog sina.

## Garcijini nasljednici
Negdje nakon 1130., ali prije nasljeđivanja prijestolja, García je oženio Margaretu L'Aigle. Ona je mu je rodila sina i nasljednika, Sanča VI., kao i dvije kćeri koje su se udale za kraljeve. Starija, Blanka, se izvorno trebala udati za Raymonda IV. Berengara što potvrđuje mirovni sporazum, ali García je umro prije nego što se brak mogao provesti. Umjesto toga udala se za kastiljskog kralja Sanča III. Žuđenog. Mlađa kći Margareta, udala se za Vilima I. od Sicilije. Garcijin odnos sa svojom prvom kraljicom je, međutim, bio na klimavim nogama. Ona je navodno imala mnogo ljubavnika i pokazivala naklonost svojoj francuskoj rodbini. Ona je rodila drugog sina po imenu Rodrigo, kojeg je njezin muž odbio priznati kao vlastitog. 24. lipnja 1144., u Leonu, García je oženio Uraku, zvanu La Asturiana ("Asturijka"), kćer Alfonsa VII., kako bi ojačao svoj odnos s njim.
Godine 1136., García je bio dužan predati Rioju Kastilji, ali se 1137. povezao sa Alfonsom I. od Portugala.
García je umro 21. studenoga 1150. u Lorci, u blizini Estelle, a pokopan je u katedrali Santa Maria la Real, u Pamploni. Naslijedio ga je njegov najstariji sin. 
García je ostavio, kao primarni spomenik svoje vladavine, samostan Santa María de la Oliva u Carcastillu. To je bio dobar primjerak romaničke arhitekture.